# Akhmadali Askarov
Akhmadali Askarovitch Askarov (russe Ахмадали Аскарович Аскаров, ouzbek Ahmadali Asqarov ou Ahmet Ali Aksar), né le 25 septembre 1935 dans le village (qishlog) d'Uchtepa (raïon de Naryne), oblast de Namangan (aujourd'hui province de Namangan) en URSS (république socialiste soviétique d'Ouzbékistan), est un archéologue soviétique puis ouzbek, docteur en histoire (1977) et académicien de l'Académie des sciences d'Ouzbékistan qui dirigea des fouilles franco-ouzbèkes en Bactriane.

## Carrière
Akhmadali Askarov entre en 1952 à la faculté d'histoire de l'institut pédagogique d'État Nizami de Tachkent qu'il termine en 1957. Il travaille ensuite comme enseignant dans une école moyenne. Un an plus tard en 1958 il est admis comme aspirant au doctorat à la filiale de Léningrad de l'institut d'archéologique de l'Académie des sciences d'URSS. Sept ans plus tard, il obtient son doctorat d'État. Il a notamment comme mentor le professeur Mikhaïl Griaznov. En 1970, il est nommé directeur de l'institut d'archéologie de l'Académie des sciences d'Ouzbékistan. Il dirige des fouilles franco-ouzbèkes en Bactriane. Elles ont confirmé que les premières civilisations urbaines du Sourxon Darya apparaissent à l'âge du bronze sur plusieurs sites, dont ceux dans le nord de Payon Kourgan, Sapalli-Tepe et Djarkoutan, qui sont aujourd'hui les mieux connus.
Il est député parlementaire de la nouvelle république d'Ouzbékistan en 1990-1995.
Sa spécialité est l'étude de l'archéologie de l'Asie moyenne (partie de l'Asie centrale) et de l'histoire et de la culture de l'Ouzbékistan. Il est élu académicien de l'Académie des sciences de la république socialiste soviétique d'Ouzbékistan, le 24 septembre 1987, devenue ensuite à l'indépendance du pays, Académie des sciences d'Ouzbékistan.

## Quelques publications
- En collaboration avec T. K. Khodjaïev (T. Ходжайов ou T. Hocay). Историческая антропология Средней Азии : (Палеолит — эпоха античности) [Anthropologie historique de l'Asie moyenne : du Paléolithique à l'époque de l'Antiquité]. — Tachkent: Fan, 1990. — 276 pages. —  (ISBN 5-648-00413-3)
- Бронзовый век Южного Узбекистана. (К проблеме развития локальных очагов древновост. цивилизации) [L'Âge de bronze de l'Ouzbékistan méridional (des problèmes du développement des foyers locaux antiques. Les civilisations), Moscou, 1976. — 44 pages.
- Джаркутан : (К пробл. протогор. цивилизации на юге Узбекистана) [Djarkoutan (des problèmes de la civilisation pré-montagnarde du sud de l'Ouzbékistan)]. — Тachkent, 1983. — 120 pages.
- Древнеземледельческая культура эпохи бронзы юга Узбекистана [La Culture antique agricole de l'âge de bronze en Ouzbékistan méridional]. — Таchkent, 1977. — 231 pages.
- Поселение Кучуктепа [Le site de Koutchouktep (Cüçük-tep). — Тachkent, 1979. — 112 pages.
- En collaboration avec You. F. Bouriakov, O. R. Kvirkvelia, V. V. Radililovski. Теоретические и методологические проблемы исследования в археологии [Problèmes théoriques et méthodologiques des recherches en archéologie]. — Таchkent, 1988. — 200 pages.  (ISBN 5-648-00161-4)